# Reinold Aßmann
Reinold Aßmann (* 18. Januar 1822 in Magdeburg; † 1917) war Jurist und Mitglied des Konstituierenden Reichstags des Norddeutschen Bundes und des Zollparlaments.

## Leben
Aßmann besuchte das Dom-Gymnasium in Magdeburg und studierte von 1842 bis 1845 Rechtswissenschaften in Halle, Heidelberg und Berlin. 1843 wurde er Mitglied des Corps Marchia Halle. 1848 wurde er Assessor und ab 1849 diente er in Goldberg und ab 1852 in Liegnitz bei den dortigen Kreisgerichten als Richter. Von 1858 bis 1868 war er Mitglied des Preußischen Abgeordnetenhauses für Liegnitz-Goldberg-Haynau und seit 1862 dort Mitglied der Fraktion des linken Centrums, ab 1866 für die nationalliberale Fraktion. Seine Tätigkeit als Mitglied des National-Vereins zog ihm im Herbst 1864 eine Disziplinar-Untersuchung zu. In erster Instanz freigesprochen, wurde er vom Obertribunal zur Versetzung nach Löbau in Westpreußen verurteilt. Das ungewohnte Klima und die Arbeitsüberhäufung zogen ihm ein Übel zu, das ihn nötigte, einen Urlaub nachzusuchen, der ihm, trotz Attestes des Kreisphysikus und Befürwortung des Kreis- und Appellations-Gerichtes verweigert wurde, worauf er im November 1865 seine Entlassung aus dem Justizdienste nahm.
Von 1867 bis 1868 war er Mitglied des Reichstags des Norddeutschen Bundes und des Zollparlaments für den Wahlkreis Liegnitz 6 (Goldberg-Haynau) und die Nationalliberale Partei. Sein Mandat erlosch am 18. November 1868 wegen seines Wiedereintritts in den Justizdienst.
1868 wurde er als Kreisgerichtsrat in Sorau wiedereingestellt und 1872 nach Naumburg versetzt. 1879 zum Landgerichtsrat ernannt, war er von 1882 bis 1890 Landgerichtsdirektor.